# 왕조 로망스
《왕조 로망스》(王朝ロマンセ)는 일본 헤이안 시대를 배경으로 한 야오이 소설이다. 일본에서는 왕조xx로망스(王朝xxロマンセ)식으로 출간되었고, 대한민국에서는 '왕조 로망스'라는 제목으로 출간되었다. 작가는 아키즈키 코이며 일러스트는 유즈키 이치이다. 일본에서는 2002년 6월부터 발매되었으며, 대한민국에는 대원씨아이가 2005년 3월부터 발매하고 있다.

## 시리즈

### 소설
- 왕조 로망스 1 : 봄밤 (王朝春宵ロマンセ)
- 왕조 로망스 2 : 여름밤 (王朝夏曙ロマンセ)
- 왕조 로망스 3 : 가을밤 (王朝秋夜ロマンセ)
- 왕조 로망스 4 : 겨울 햇살 (王朝冬陽ロマンセ)
- 왕조 로망스 외전 : 왕조 진홍빛 로망스 (王朝唐紅ロマンセ-王朝ロマンセ外伝)
- 王朝月下繚乱ロマンセ 王朝ロマンセ外伝2 (왕조 월하 요란 로망스, 대한민국 미출시)
- 王朝綺羅星如ロマンセ 王朝ロマンセ外伝3 (왕조 기라성 로망스, 대한민국 미출시)

### 만화
- 왕조 로망스 봄밤 1 (王朝春宵ロマンセ)
- 왕조 로망스 봄밤 2
- 왕조 로망스 봄밤 3

## 등장인물
- 센쥬마루(千寿丸) - 수(受)
- 후지와라 모로에 - 공(攻)
- 나리히라
- 쿠니츠네
- 지엔 아사리